# لوئیس گاریدو
لوئیس گاریدو (اسپانیایی: Luis Garrido‎؛ زاده ۵ نوامبر ۱۹۹۰) یک بازیکن فوتبال اهل هندوراس است.
وی همچنین در تیم ملی فوتبال هندوراس بازی کرده‌است